# Paśnik (rodzaj)
Paśnik (Plagionotus) – rodzaj chrząszcza z rodziny kózkowatych i podrodziny kózkowych (Cerambycinae).
Chrząszcze o ciele tęgiej budowy, prawie walcowatego zarysu i długości od 8 do 25 mm. Głowę ich cechują delikatne żłobienia pośrodku czoła i niewielkie, przypominające kształtem ząbki wzgórki czułkowe. Czułki są dość długie, u samicy sięgające środka, a u samca tylnej trzeciej części pokryw. Środkowe ich człony mają obrzeżone wierzchołki. Przedplecze jest poprzeczne, kulistawe, silnie wyokrąglone na bokach, delikatnie obrzeżone z przodu i z tyłu oraz niemal tak szerokie jak pokrywy. Kształt pokryw jest nieco ku tyłowi zwężony. Episternity zatułowia są prawie równoległe. Przednie odnóża są krótkie. U samców golenie odnóży tylnej pary są nieco zakrzywione. Gatunki środkowoeuropejskie są ubarwione głównie czarno z żółtym wzorem i przypominają przedstawicieli rodzaju Clytus, od których są jednak tężej zbudowane.
Cykl życiowy tych owadów trwa od jednego do dwóch lat. Larwy części gatunków przechodzą rozwój w drewnie drzew i krzewów liściastych, np. dębów, brzóz, kasztanów, buków, grabów, wierzb, klonów, lip, śliw czy robinii, podczas gdy innych rozwijają się w korzeniach roślin zielnych z takich rodzajów jak wilczomlecz, lucerna, krwawnik, ślaz i ślazówka.
Rodzaj o rozsiedleniu holarktycznym, ale w Nearktyce reprezentowany tylko przez meksykańskiego P. astecus. Pozostałe gatunki są palearktyczne, a spośród nich 3 występują w Europie Środkowej, w tym w Polsce: paśnik pałączasty, paśnik niszczyciel i paśnik ziołowy.
Takson ten wprowadził po raz pierwszy Étienne Mulsant w 1839 roku pod nazwą Platynotus, która jednak była zajęta i w 1842 zastąpiona przez tegoż autora nazwą Plagionotus. Należy do niego 12 gatunków, zgrupowanych w 3 podrodzajach:
- Plagionotus (Echinocerus)
  - Plagionotus floralis (Pallas, 1773) – paśnik ziołowy, p. lucerniak
- Plagionotus (Neoplagionotus)
  - Plagionotus andreui (Fuente, 1908)
  - Plagionotus bobelayei (Brullé, 1832) – paśnik malwowiec
  - Plagionotus scalaris (Brullé, 1832)
- Plagionotus (Plagionotus) Mulsant, 1842
  - Plagionotus arcuatus (Linnaeus, 1758) – paśnik pałączasty
  - Plagionotus astecus (Chevrolat, 1860)
  - Plagionotus bartholomei (Motschulsky, 1859)
  - Plagionotus bisbifasciatus Pic, 1915
  - Plagionotus christophi (Kraatz, 1879)
  - Plagionotus detritus (Linnaeus, 1758) – paśnik niszczyciel
  - Plagionotus lugubris (Ménétriés, 1832)
  - Plagionotus pulcher Blessig, 1872

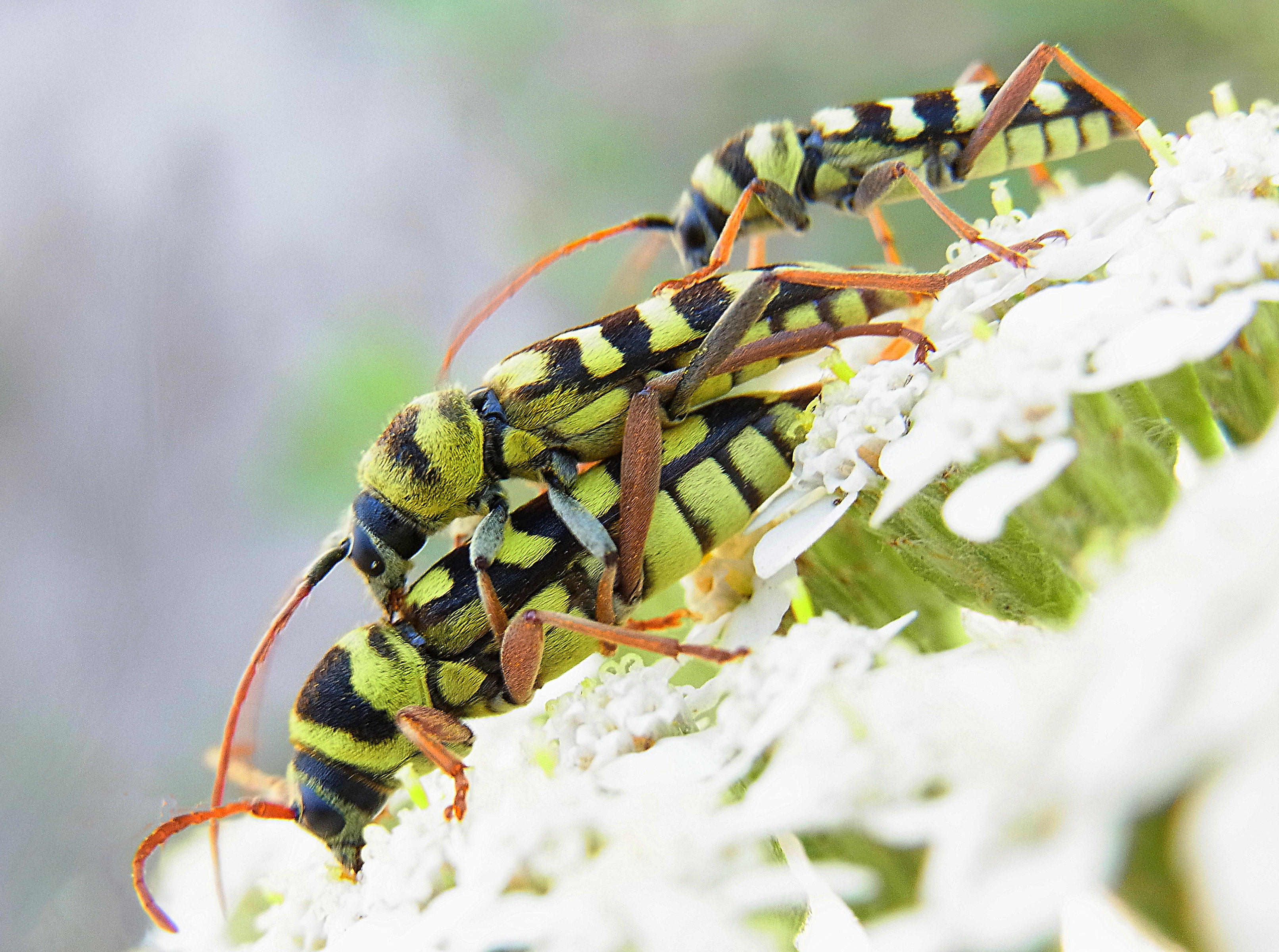
Paśniki ziołowe
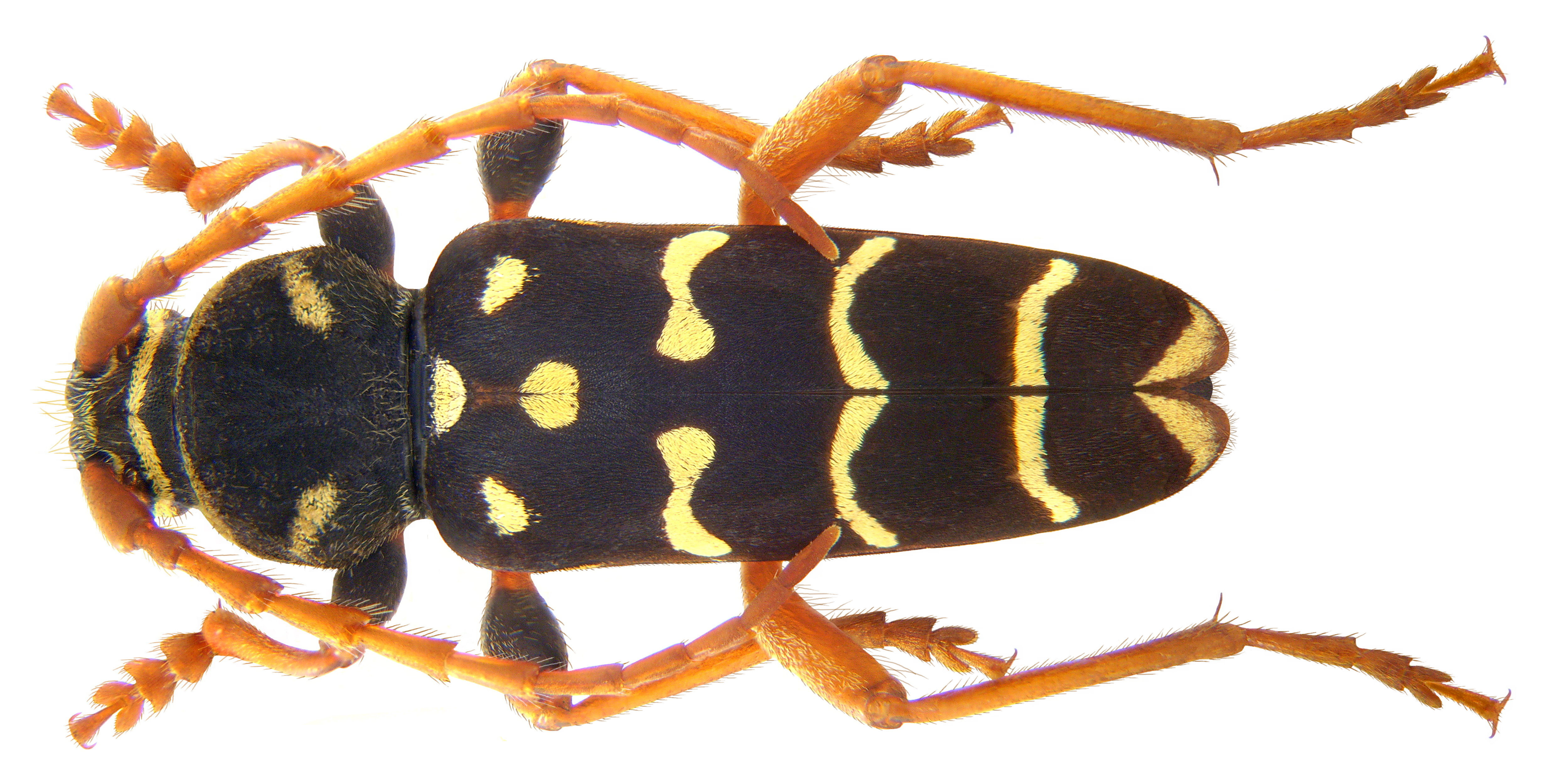
Paśnik pałączasty
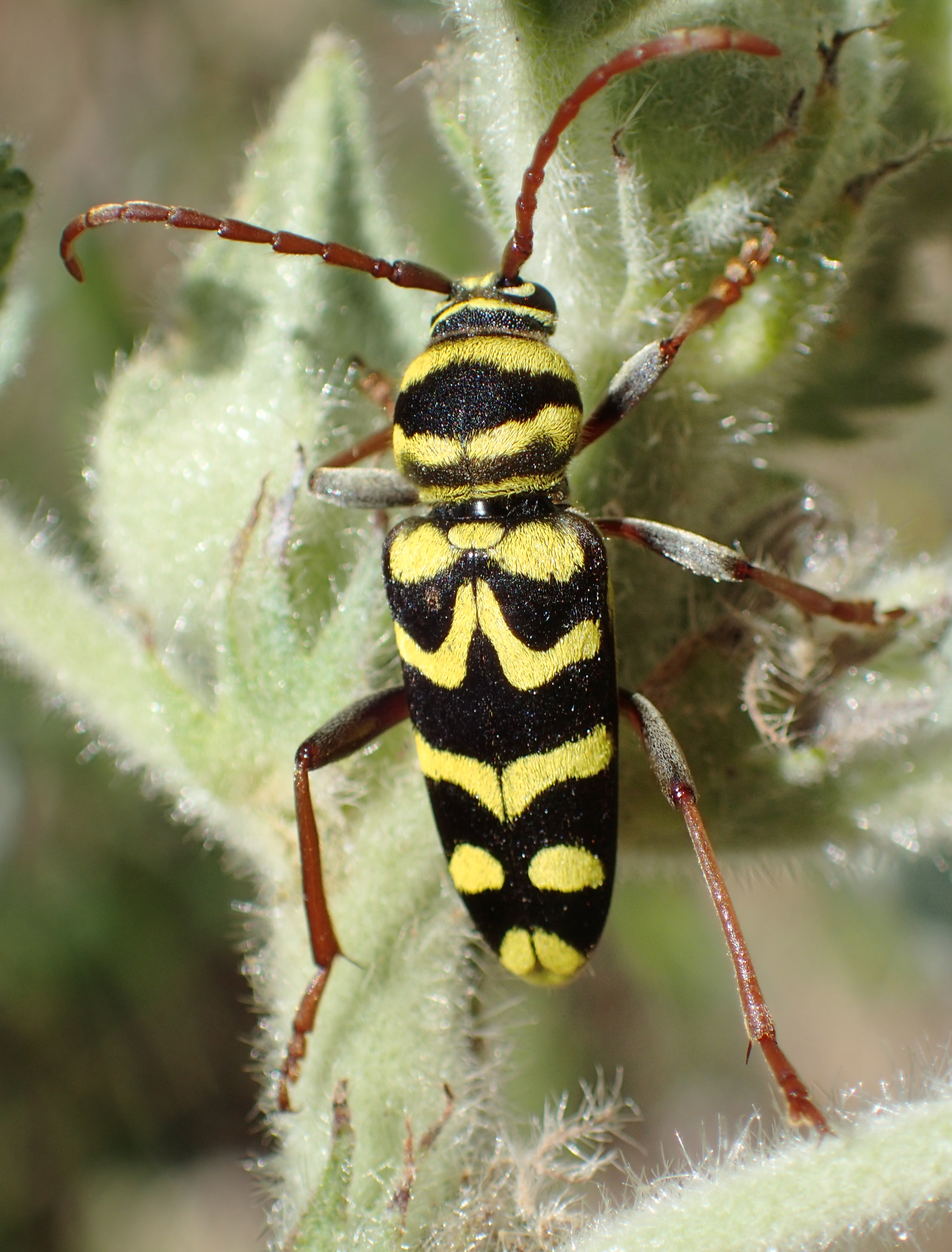
Plagionotus scalaris
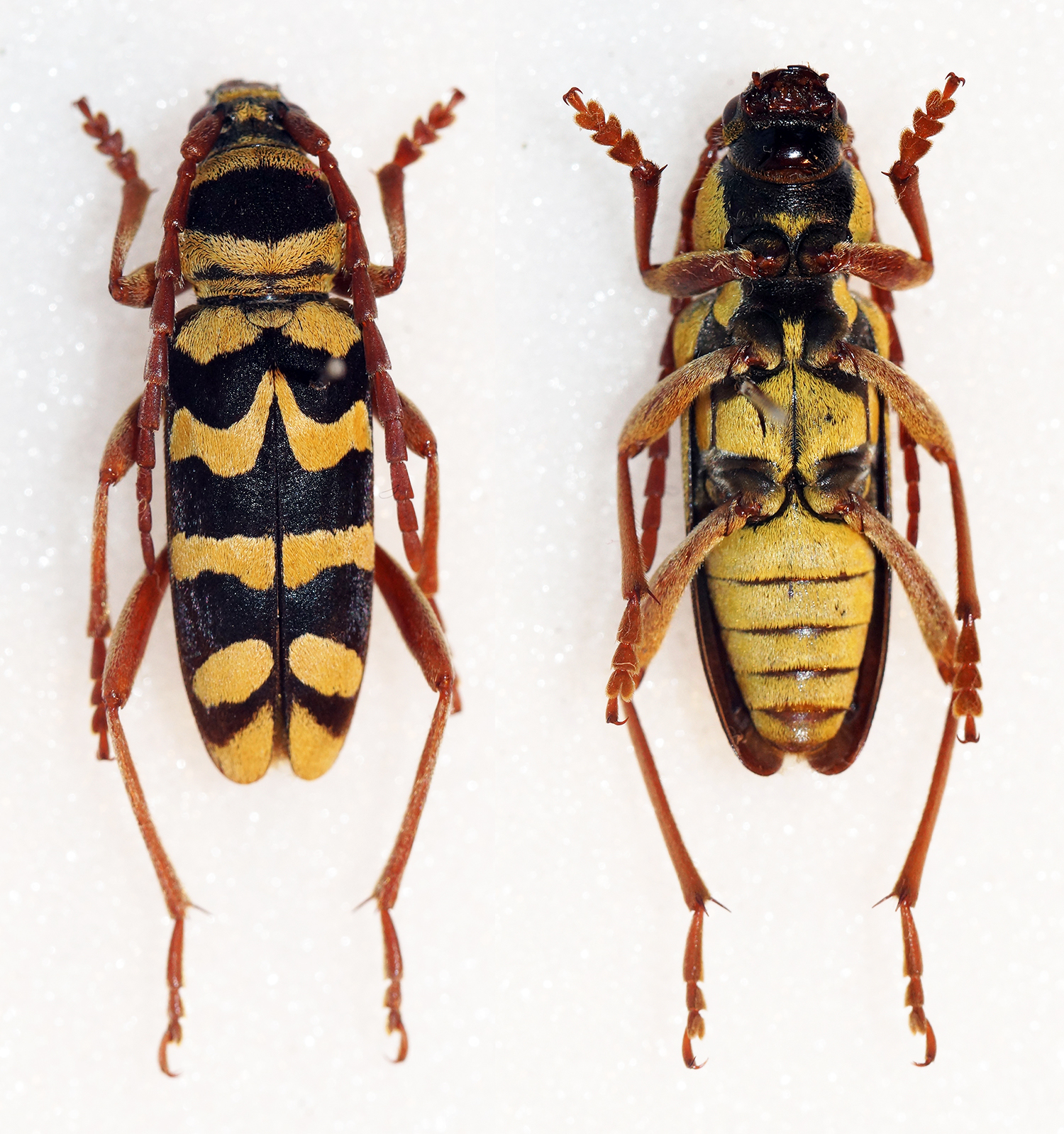
Paśnik malwowiec